# United Artists
La United Artists (UA), va ser una empresa productora i distribuïdora de cinema, fundada el 5 de febrer de 1919 per quatre grans de Hollywood: en Charles Chaplin, en Douglas Fairbanks, la Mary Pickford i en David Wark Griffith. Els quatre artistes, prenent consell de l'home de negocis William G. McAdoo, van crear la seva pròpia companyia de distribució cinematogràfica, amb l'Oscar Price com a primer president, en Dennis O’Brien com a vicepresident, en George B. Clifton com a secretari i l'Hiram Abrams com a primer director administratiu.
La productora nasqué per la necessitat dels quatre fundadors de tenir completa llibertat en la indústria cinematogràfica del moment, així com perquè altres artistes també la poguessin tenir. UA va ser la primera productora que va encoratjar la distribució de pel·lícules més enllà de les produïdes pels propis estudis i també la primera en no ser controlada per empresaris, sinó per artistes de la indústria.
L’any 1981, la Metro-Goldwyn-Mayer Film Corporation va comprar la productora per uns 250 milions de dòlars.
El 22 de setembre de 2014, la MGM va adquirir una participació majoritària de les empreses d'entreteniment One Three Media i Lightworkers Media, després les va consolidar per rellançar la unitat de producció televisiva de United Artists sota el nom de United Artists Media Group (UAMG). No obstant això, el 14 de desembre de l'any següent, MGM va adquirir totalment UAMG i la va integrar a MGM Television.
United Artists es va rellançar el 2018 com a United Artists Digital Studios. Mirror, una empresa conjunta de distribució entre MGM i Annapurna Pictures, més tard va ser rebatejada com a United Artists Releasing a principis de febrer de 2019, per celebrar el seu 100è aniversari.

## Història

### Inicis (1919 - 1940s)
UA fou fundada el 5 de febrer del 1919 per l'actriu Mary Pickford, el seu marit Douglas Fairbanks, el director i actor Charles Chaplin i el pioner en el desenvolupament de les tecnologies cinematogràfiques i director D. W. Griffith. Els 4 artistes tenien una participació del 20%, mentre que el restant 20% el tenia McAddo, advocat.
El 1918, l'empresa matriu d'en Charles Chaplin, First National Pictures, no va augmentar el seu pressupost de producció tot i ser un dels seus principals productors. La Mary Pickford i en Douglas Fairbanks tenien els seus propis contractes, amb First National i Famous Players-Lasky respectivament, però aquests s'havien d'esgotar sense que hi haguessin ofertes clares. En Sydney Chaplin, germà i director comercial d'en Charlie, va deduir que alguna cosa anava malament i es va posar en contacte amb Pickford i Fairbanks. Junts van contractar un detectiu privat, que va descobrir un pla per fusionar totes les empreses de producció i per tancar "empreses d'exhibició" a una sèrie de contractes de cinc anys. La idea de l'empresa va sorgir amb Fairbanks, Chaplin, Pickford i l'estrella del western William S. Hart un any abans. Ja veterans de Hollywood, les quatre estrelles van parlar de formar la seva pròpia empresa per controlar millor el seu propi treball. Així és com Chaplin, Pickford, Fairbanks i D. W. Griffith van incorporar United Artists com a empresa conjunta el 5 de febrer de 1919.
Van ser estimulats per productors i distribuïdors establerts de Hollywood que estaven reforçant el seu control sobre els sous dels actors i les decisions creatives, un procés que va evolucionar cap al sistema de l'estudi. Amb la incorporació d'en Griffith, va començar la planificació, però Hart es va retirar abans que es formalitzés res. Quan va saber del seu pla, en Richard A. Rowland, cap de Metro Pictures, sembla que va dir: "Els reclusos s'estan fent càrrec de l'asil". Els quatre socis, amb l'assessorament de McAdoo (gendre i tresorer del llavors president Woodrow Wilson), van formar la seva companyia de distribució. En Hiram Abrams va ser el seu primer director general, i la companyia va establir la seva seu al 729 Seventh Avenue a la ciutat de Nova York.
La primera producció de la UA (His Majesty, the American), escrita i protagonitzada per Fairbanks, va ser un èxit. El finançament per a pel·lícules era limitat. Sense vendre accions al públic com altres estudis, tot el que tenia United per finançar eren quotes setmanals de pagament anticipat dels propietaris de teatres per a les properes pel·lícules. Com a resultat, la producció va ser lenta i la companyia va distribuir una mitjana de només cinc pel·lícules a l'any durant els seus primers cinc anys.
El 1924, Griffith va abandonar i l'empresa s'enfrontava a una crisi: o portar a uns altres per a ajudar a donar suport a un costós sistema de distribució o concedir la derrota. Això no obstant, gairebé des del principi, totes les mirades estaven posades en Chaplin. Tot i que va aconseguir estrenar en 1923 Una dona de París, que va resultar ser un dels grans fracassos de la seva filmografia, Chaplin volia reduir el nombre de pel·lícules que se li exigia, una major llibertat en el màrqueting internacional i pujar el percentatge en la distribució de fins al 25%. Va obtenir totes elles (va fer només tres pel·lícules en els deu anys següents) però no va aconseguir convèncer als seus socis sobre el fet de no dependre de tercers per al finançament de les pel·lícules de la productora.
El productor veterà Joseph Schenck va ser contractat com a president l'any 1923. Havia produït pel·lícules durant una dècada, i va comprometre's per a pel·lícules protagonitzades per la seva dona, la Norma Talmadge, la seva cunyada, la Constance Talmadge, i el seu cunyat, en Buster Keaton. Es van signar contractes amb productors independents, com en Samuel Goldwyn i en Howard Hughes. El 1933, en Schenck va organitzar una nova companyia amb en Darryl F. Zanuck, anomenada Twentieth Century Pictures, que aviat va proporcionar quatre pel·lícules a l'any, formant la meitat de la programació de la UA.
L'Al Lichtman va succeir a en Schenck com a president de l'empresa. Altres productors independents es van distribuir a través de United Artists durant la dècada de 1930, com Walt Disney Productions, l'Alexander Korda, en Hal Roach, en David O. Selznick i en Walter Wanger. Amb el pas dels anys, i la dinàmica del negoci canviant, aquests "socis productors" es van anar allunyant. Samuel Goldwyn Productions i Disney van anar a RKO i Wanger a Universal Pictures.
A finals de la dècada de 1930, UA va obtenir beneficis. Goldwyn proporcionava la major part de la producció per a la distribució. Va demandar a United diverses vegades per una indemnització disputada que el va portar a marxar. L'èxit de la MGM del 1939 amb Gone with the Wind se suposava que era un llançament de la UA, excepte que Selznick volia que en Clark Gable, que estava sota contracte amb MGM, interpretés a Rhett Butler. També aquell any, en Douglas Fairbanks va morir.
UA es va veure involucrada en judicis amb Selznick sobre la seva distribució d'algunes pel·lícules a través de RKO. Selznick va considerar l'operació de UA deslleial i la va deixar per a iniciar el seu propi braç de distribució.
En la dècada de 1940, United Artists estava perdent diners deguts a pel·lícules de poc èxit, amb l'assistència a sales caient a mesura que la televisió es va fer més popular. La companyia va acabar venent la seva divisió mexicana a Crèdit Cinematogràfic Mexicà, una companyia local.

### Society of Independent Motion Picture Producers (1940s - 1950s)
L'any 1941, Pickford, Chaplin, en Walt Disney, l'Orson Welles, en Samuel Goldwyn, en David O. Selznick, l'Alexander Korda, i en Walter Wanger (molts dels quals eren membres d'Units Artistes) van formar la Societat de Productors de Cinema Independent (SIMPP). Entre els membres posteriors hi havia en Hunt Stromberg, en William Cagney, en Sol Lesser i en Hal Roach.
La Societat pretenia avançar els interessos dels productors independents en una indústria controlada pel sistema d'estudi, motivacions molt semblants a les que varen contribuir a la creació de UA. SIMPP va lluitar per acabar amb les pràctiques aparentment anticompetitives dels set principals estudis de cinema: Loew's (MGM), Columbia Pictures, Paramount Pictures, Universal Pictures, RKO Radio Pictures, 20th Century Fox i Warner Bros./First National les quals controlaven la producció, distribució i exposició de pel·lícules.
L'any 1942, SIMPP va presentar una demanda antimonopoli contra Paramount pel United Detroit Theatres. La denúncia va acusar Paramount de conspiració per controlar els cinemes de primera i posterior emissió a Detroit. Aquesta va ser la primera demanda antimonopoli presentada pels productors contra els expositors que al·legaven monopoli i restricció del comerç. El 1948, el Tribunal Suprem dels Estats Units va ordenar als principals estudis de cinema de Hollywood vendre les seves cadenes de teatre i posar fi a certes pràctiques anticompetitives. Aquesta decisió judicial va acabar amb el sistema d'estudi de forma eficaç.
El 1958, la SIMPP va aconseguir molts dels objectius que van portar a la seva creació, i la Societat va tancar.

### Krim and Benjamin (1950s - 1960s)
Amb la necessitat d'un canvi, Pickford i Chaplin van contractar en Paul V. McNutt el 1950, un ex governador d'Indiana, com a chairman i en Frank L. McNamee com a president. McNutt no va tenir l'habilitat de resoldre els problemes financers d'UA i al cap de 8 mesos ambdós van ser reemplaçats.
El 15 de febrer de 1951, els advocats convertits en productors Arthur B. Krim (de Eagle-Lion Films), Robert Benjamin i Matty Fox es van acostar a Pickford i Chaplin amb una idea esbojarrada: deixar-los fer-se càrrec de United Artists durant deu anys. Si UA era rendible en un dels tres anys següents, tindrien l'opció d'adquirir la meitat de la companyia al final dels deu anys i prendre el control total. El president de Fox Film Corporation, Spyros Skouras, va estendre United Artists un préstec de 3 milions de dòlars a través dels esforços de Krim i Benjamin.
En fer-se càrrec d'UA, Krim i Benjamin van crear el primer estudi sense un "estudi real". Principalment actuant com a banquers, van oferir diners a productors independents. UA va arrendar espai a l'estudi de Pickford/Fairbanks, però no va posseir un com a tal. De tal manera, UA no tenia la sobrecàrrega, el manteniment o el personal de producció car en altres estudis.
Entre els seus primers clients hi havia en Sam Spiegel i en John Huston, les produccions del qual van donar a UA un gran èxit, The African Queen (1951) i un èxit substancial, Moulin Rouge (1952). A més de The African Queen, UA també va tenir èxit amb High Noon en el seu primer any, guanyant un benefici de 313.000 $ en comparació amb una pèrdua de 871.000 $ l'any anterior. Altres clients van seguir, entre ells en Stanley Kramer, l'Otto Preminger, Hecht-Hill-Lancaster Productions, i actors recentment alliberats dels contractes d'estudi i buscant produir o dirigir les seves pròpies pel·lícules.
Amb la inestabilitat en la indústria cinematogràfica a causa de la desinversió del teatre, el negoci es va considerar arriscat. L'any 1955, l'assistència al cinema va assolir el seu nivell més baix des de 1923. Chaplin va vendre la seva participació del 25% durant aquesta crisi a Krim i Benjamin per 1,1 milions de dòlars, seguit un any més tard per Pickford que va vendre la seva participació per $3 milions.
A finals de la dècada de 1950, United Artists va produir dues pel·lícules modestes que es van convertir en èxits financers i crítics per a la companyia. La companyia va fer Marty, que va guanyar la Palma d'Or de 1955 i la millor pel·lícula Oscar. L'any 1958, UA estava obtenint beneficis anuals de 3 milions de dòlars a l'any.

### Companyia cotitzada
United Artists es va començar a cotitzar de forma pública l'any 1957 amb una oferta d'accions de 17 milions de dòlars. Amb una mitjana de 50 pel·lícules a l'any, UA va adquirir Lopert Pictures Corporation, d'Ilya Lopert, la qual va llençar pel·lícules estrangeres que van portar crítiques i problemes de censura.
El 1957, UA va crear United Artists Records Corporation i United Artists Music Corporation. El 1968, UA Records es va fusionar amb Liberty Records, juntament amb les seves moltes discogràfiques subsidiàries com Imperial Records i Dolton Records. L'any 1972, el grup es va consolidar en una entitat com United Artists Records i el 1979, EMI va adquirir la divisió que incloïa Blue Note Records.
El 1959, després de no vendre diversos pilots, United Artists va oferir la seva primera sèrie de televisió, The Troubleshooters, i més tard va llançar la seva primera sitcom, The Dennis O'Keefe Show.
En la dècada de 1960, els estudis principals van caure en decadència i alguns van ser adquirits o diversificats. UA va prosperar mentre va guanyar 11 Premis de l'Acadèmia, incloent-hi cinc a la millor imatge, afegint relacions amb els germans Mirisch, en Billy Wilder, en Joseph E. Levine i altres. L'any 1961, United Artists va llançar West Side Story, que va guanyar un rècord de deu premis de l'Acadèmia (incloent-hi la millor pel·lícula).
El 1963, UA va llançar dues pel·lícules d'en Stanley Kramer, It's A Mad, Mad, Mad, Mad World i A Child Is Waiting. L'any 1964, UA va introduir a l'audiència americana a Els Beatles estrenant pel·lícules com A Hard Day's Night (1964) i Help! (1965).
Al mateix temps, va recolzar a dos nord-americans expatriats a Gran Bretanya, que havien adquirit drets de pantalla de les novel·les de James Bond d'Ian Fleming. Per 1 milió de dòlars, UA va recolzar a en Harry Saltzman i a l'Albert Broccoli amb Dr. No del 1963 i va llançar la franquícia James Bond. La franquícia va tornar la vida a UA com a estudi important, continuant mig segle més tard. Altres projectes reeixits recolzats en aquest període inclouen la sèrie Pink Panther, que va començar el 1964, i els Spaghetti Westerns, que va fer una estrella de Clint Eastwood en pel·lícules com The Good, The Bad and The Ugly.
El 1965, UA va llançar la producció anticipada d'en George Stevens de The Greatest Story Ever Told i va ser en aquell moment, la pel·lícula més cara que es va pressupostar a 20 milions de dòlars. Max Von Sydow, en el paper de Jesucrist, va dirigir un repartiment d'estrelles que va incloure en Charlton Heston, en Roddy McDowell, en Martin Landau, la Dorothy McGuire i molts més. La pel·lícula no va recuperar el seu pressupost i es va estrenar a recepcions de crítiques trobades. The Greatest Story Ever Told va rebre cinc nominacions als Premis de l'Acadèmia el 1965 i també va ser llistat entre les 10 millors pel·lícules de l'any per la National Board of Review.

### Transamerica Corporation
Sobre la base dels seus èxits cinematogràfics i televisius, l'any 1967, Transamerica Corporation va comprar el 98% de les accions d'UA. Transamerica va seleccionar a en David i l'Arnold Picker per dirigir el seu estudi. UA va estrenar un nou logotip que incorporava l'emblema T ratllat de la companyia matriu i el lema "Entertainment from Transamerica Corporation" (Entreteniment de Transamerica Corporation). Aquesta redacció es va escurçar més tard a "A Transamerica Company" (Una companyia de Transamerica). L'any següent, el 1968, United Artists Associated va ser reincorporat com United Artists Television Distribution.
UA va llançar un altre guanyador de l'Oscar a la millor pel·lícula l'any 1967, In the Heat of the Night, així com una candidata a la millor pel·lícula, The Graduate, una producció de Embassy Pictures que UA va distribuir a l'estranger.
El 1970, UA va perdre 35 milions de dòlars; els Pickers van ser deixats de banda i van retornar Krim i Benjamin.
Altres pel·lícules d'èxit van incloure la versió de 1971 de Fiddler on the Roof. No obstant això, la versió cinematogràfica de Man of La Mancha, del 1972, va ser un fracàs. Es van alentar nous talents, incloent-hi en Woody Allen, en Robert Altman, en Sylvester Stallone, en Saul Zaentz, en Miloš Forman i en Brian De Palma.
El 1973, United Artists es va fer càrrec de les vendes i la distribució de les pel·lícules de la MGM a l'Amèrica Anglosaxona durant deu anys. Cinema International Corporation va assumir els drets internacionals de distribució de les pel·lícules de la MGM i es va dur a terme a United International Pictures en la dècada de 1980. Com a part de l'acord, UA va adquirir l'operació de publicació de música de la MGM.
El 1975, en Harry Saltzman va vendre a UA la seva participació del 50% a Danjaq, l'empresa de negocis de les pel·lícules de Bond. UA havia de continuar sent un soci silenciós, posant diners, mentre que l'Albert Broccoli va prendre el crèdit del productor. Danjaq i UA van continuar sent els coautors de copyright de la sèrie Bond.
UA va llançar One Flew Over the Cuckoo's Nest, l'any 1975, que va guanyar el premi a l'Acadèmia de Millor Pel·lícula i va ser la pel·lícula més taquillera de UA, amb una recaptació de 163 milions de dòlars. UA va continuar guanyant l'Oscar a la Millor Pel·lícula els dos anys següents, amb Rocky i Annie Hall, convertint-se en el primer estudi a guanyar el premi durant tres anys consecutius i també a convertir-se en l'estudi amb més films guanyadors a la Millor Pel·lícula de llavors, amb 11 premis.
No obstant això, Transamerica no estava satisfeta amb llançaments de UA com Midnight Cowboy i Last Tango in París que van ser valorats com a X per la Motion Picture Association of America. En un moment donat, la companyia matriu va expressar el seu desig de retirar gradualment el nom de UA i reemplaçar-lo per Transamerica Films. Krim va tractar de convèncer a Transamerica perquè abandonés United Artists, no van poder arribar a un acord. Finalment, l'any 1978, van abandonar els principals executius de UA, incloent-hi el president Krim. Pocs dies després van anunciar la formació d'Orion Pictures, amb el suport de Warner Bros.
Transamerica va inserir a l'Andy Albeck com a president de UA, els quals va tenir el seu any més reeixit amb quatre èxits el 79: Rocky II, Manhattan, Moonraker, i The Black Stallion.
El nou lideratge va acordar donar suport a Heaven's Gate, un projecte del director Michael Cimino, que va sobrepassar enormement el seu pressupost i va costar 44 milions de dòlars. Això va portar a la renúncia d'Albeck que va ser reemplaçat per en Norbert Auerbach. United Artists va registrar una pèrdua important per l'any, degut gairebé íntegrament al fracàs de taquilla de Heaven's Gate.
El 1980, Transamerica va decidir sortir del negoci de la producció cinematogràfica i posar United Artists al mercat. La Tracinda Corp. d’en Krik Kerkorian va comprar l'empresa el 1981. Tracinda també posseïa la Metro-Goldwyn-Mayer.

###### United Artists Classics
El 1981, United Artists Classics (UAC), que anteriorment havia estat una divisió de la companyia que va tornar a publicar títols de la biblioteca, es va convertir en un distribuïdor de la primera pel·lícula d'art per en Nathaniel T. Kwit Jr. Posteriorment es contracta com a cap de la divisió de vendes a en Tom Bernard, i l'Ira Deutchman va ser contractat com a cap de màrqueting. Més tard, la divisió va afegir a en Michael Barker i a la Donna Gigliotti. Deutchman va marxar per formar Cinecom, i Barker i Bernard van formar Orion Classics i Sony Pictures Classics. La distribuïdora va llançar principalment pel·lícules estrangeres i independents com Ticket to Heaven i The Grey Fox, i ocasionalment reedicions de primera execució de la biblioteca de UA. Quan Barker i Bernard van marxar per formar Orion Classics, UAC va ser breument rebatejat, l'any 1984, com MGM/UA Classics abans de deixar d'operar a finals dels anys vuitanta.

### MGM/UA Entertainment Company
Les empreses fusionades es van convertir en MGM/UA Entertainment Company i el 1982 van començar a llançar noves filials: MGM/UA Home Entertainment Group, MGM/UA Classics i MGM/UA Television Group.
El 1981, en Fred Silverman i en George Reeves a través d'InterMedia Entertainment van arribar a un acord amb l'estudi per produir pel·lícules i programes de televisió.
Després de la compra, les funcions d'en David Begelman van ser transferides de la MGM a la MGM/UA. Sota Begelman, MGM/UA va produir pel·lícules sense èxit i va ser acomiadat el juliol de 1982. De les 11 pel·lícules que va posar en producció, en el moment de la seva terminació només Poltergeist va resultar ser un èxit.
Com a part de la consolidació, el 1983, MGM va tancar la seu de United Artists a 729 Seventh Avenue a la ciutat de Nova York.
WarGames i Octopussy van aconseguir beneficis substancials per a la nova MGM/UA el 1983, però no van ser suficients per a Kerkorian. L'especulació dels analistes va ser que un dels estudis, molt probablement UA, es vendria per finançar la compra d'accions de l'altre (MGM) per fer aquest estudi privat.

###### Turner
El 7 d'agost de 1985, en Ted Turner va anunciar que la seva empresa, Turner Broadcasting System, compraria MGM/UA. A mesura que les llicències de pel·lícules per a la televisió es van fer més complicades, Turner va veure el valor d'adquirir la biblioteca de cinema de la MGM per a la seva superestació WTBS. Sota els termes de l'acord, Turner immediatament vendria United Artists de nou a Kerkorian.
En previsió, Kerkorian va instal·lar el productor de cinema Jerry Weintraub com a president i director executiu de United Artists Corporation el novembre de 1985. L'exexecutiu de l'American Broadcasting Company, l'Anthony Thomopoulos, va ser reclutat com a president de UA. La tinença d'en Weintraub a UA va ser breu; va deixar l'estudi l'abril de 1986, reemplaçat per l'exexecutiu de Lorimar, en Lee Rich.
El 25 de març de 1986, l'adquisició de MGM/UA per part d'en Turner va ser finalitzada en un acord per $ 1500 milions de dòlars, i va ser canviada de nom a "MGM Entertainment Co”. Kerkoriann després va recomprar United Artists per aproximadament 480 milions de dòlars.

### Empresa de comunicacions MGM/UA
El 21 d'agost de 1986, United Artists va anunciar la seva reentrada a la producció cinematogràfica; Baby Boom i Real Men van ser les primeres pel·lícules que van produir, amb un visionat de 26 pel·lícules per desenvolupar.
United Artists va ser rebatejat com MGM/UA Communications Company i es va organitzar en tres unitats principals: una producció de televisió i dues unitats de cinema. En David Gerber va dirigir la unitat de televisió amb l'Anthony Thomopoulous a United Artists, i l'Alan Ladd, Jr. a la MGM. Tot i un ressorgiment a la taquilla el 1987 amb Spaceballs, The Living Daylights i Moonstruck, MGM/UA va perdre 88 milions de dòlars. Aquell novembre, Hoyts i United Artists van decidir retirar la seva associació de coproducció.
L'abril de 1988, el 82 % de la MGM/UA d'en Kerkorian es va vendre; la MGM i UA es van dividir al juliol. Finalment, el 25 % de la MGM es va oferir a en Burt Sugarman, i als productors Jon Peters i Peter Guber, però el pla va fracassar més tard. Rich, Ladd, Thomopoulous i altres executius van cansar-se de les "pallassades” d'en Kerkorian i van començar a marxar. L'estiu de 1988, l'èxode massiu d'executius va començar a afectar les produccions, amb moltes cancel·lacions de pel·lícules. La venda de 1989 de MGM/UA a la companyia australiana Qintex/Australian Television Network també va fracassar, a causa de la fallida de la companyia més tard aquell any. El 29 de novembre de 1989, Turner Broadcasting System (els propietaris de la biblioteca de MGM abans de maig de 1986) va intentar comprar actius d'entreteniment de Tracinda Corporation, incloent-hi MGM/UA Communications Co. (que també incloïa United Artists, MGM/UA Home Video, i MGM/UA Television Productions), però va fracassar. UA es va quedar essencialment adormida després de 1990 i no va estrenar pel·lícules durant diversos anys.

### La dècada de 1990
Finalment, el 1990, el promotor italià Giancarlo Parretti va comprar UA. Va comprar una petita empresa i la va rebatejar com a Pathé Communications, anticipant-se a una compra amb èxit de la Pathé, l'empresa francesa original. Però el seu intent va fracassar i en comptes d'això es va fusionar MGM/UA amb la seva antiga empresa, resultant en MGM-Pathé Communications Co. Durant la transacció, Parretti va exagerar la seva pròpia condició financera i en un any va deteriorar el seu principal prestador, Crédit Lyonnais, que es va adjudicar l'estudi el 1992. Això va donar lloc a la venda o tancament de la cadena de cinemes MGM/UA als Estats Units. El 2 de juliol de 1992, MGM-Pathé Communications va ser novament anomenada Metro-Goldwyn-Mayer, Inc. En un esforç per fer que MGM/UA fos venible, Credit Lyonnais va augmentar la producció i va convèncer en John Calley per dirigir UA. Sota la seva supervisió, Calley va reviure les franquícies Pantera Rosa i James Bond i va destacar el passat de UA en donar el llançament més ampli mai a una pel·lícula amb una qualificació NC-17, Showgirls. Credit Lyonnais va vendre MGM el 1996, de nou a Trancida d’en Kirk Kerkorian, el que va portar a la sortida de Calley.
El 1999, el cineasta Francis Ford Coppola va intentar comprar UA a en Kerkorian que va rebutjar l'oferta. Coppola va signar un acord de producció amb l’estudi.

### Dels anys 2000 al present
El 1999, UA va ser reposicionada com a estudi especialitzat. La MGM acabava d'adquirir The Samuel Goldwyn Company, que havia estat un dels principals distribuïdors de pel·lícules d'art. Després de retirar-se aquest nom, la MGM va clavar UA a Metro-Goldwyn-Mayer Pictures. La distribució, marca i drets d'autor de dues de les franquícies principals de UA (Pantera Rosa i Rocky) es van traslladar a MGM, tot i que els llançaments selectes de MGM (sobretot la franquícia de James Bond) porten un copyright de United Artists. La primera pel·lícula d'art que va portar el nom de UA va ser Things You Can Tell Just by Looking at Her.
United Artists va contractar a en Bingham Ray per dirigir la companyia l'1 de setembre de 2001. Sota la seva supervisió, la companyia va produir i distribuir moltes pel·lícules d'art, incloent-hi Bowling for Columbine, de Nicholas Nickleby, i la guanyadora de l'Oscar a la millor pel·lícula d'Idioma estranger, No Man's Land. Ray va renunciar a la companyia el 2004.
El 2005, una associació de Comcast, Sony i diversos bancs mercantils van comprar United Artists i el seu pare, la MGM, per 4,8 mil milions de dòlars. Tot i que només era un inversor minoritari, Sony va tancar el sistema de distribució de la MGM. Les pel·lícules que UA havia completat i planejat per a la seva estrena —Capote, Art School Confidential, The Woods, i Romance and Cigarettes— van ser reassignades a Sony Pictures Classics.
Al març de 2006, MGM va anunciar que tornaria a ser una empresa de distribució domèstica.
Sony tenia una participació minoritària en la MGM, però, d'altra banda, la MGM i UA operaven sota la direcció de Stephen Cooper (CEO i propietari minoritari de la MGM).

###### United Artists Entertainment
El 2 de novembre de 2006, la MGM va anunciar que en Tom Cruise i la seva companya de producció Paula Wagner estaven intentant ressuscitar UA. Aquest anunci es va produir després que el duo fos alliberat d'una relació de producció de catorze anys a la Paramount Pictures. Cruise, Wagner i la MGM Studios van crear United Artists Entertainment LLC i el productor/actor i la seva socia posseïen una participació del 30 % a l’estudi, amb l'aprovació del consorci de propietaris de MGM. L'acord els va donar control sobre la producció i el desenvolupament. Wagner va ser nomenada directora general, i se li va assignar un llistat anual de quatre pel·lícules amb diferents rangs pressupostaris, mentre que Cruise va servir com a productor per al renovat estudi i l'estrella ocasional.
UA es va convertir en el primer estudi de cinema que va concedir una renúncia a Writers Guild of America, West (WGA) el gener de 2008 durant la vaga dels escriptors.
El 14 d'agost de 2008, MGM va anunciar que Wagner deixaria UA per produir pel·lícules de forma independent. La seva producció com a cap de UA era de dues pel·lícules, ambdues protagonitzades per Cruise, Lions for Lambs i Valkyrie. La sortida de Wagner va portar a l'especulació que una revisió de UA era imminent.
Des de llavors, UA ha treballat com a coproductora amb la MGM per a dos llançaments: el remake de Fame i Hot Tub Time Machine, del 2009.
Un informe financer de 2011 va revelar que la MGM va recuperar la seva participació del 100% a United Artists. La MGM va declarar que podria continuar fent noves pel·lícules sota la marca UA.

###### United Artists Media Group
El 22 de setembre de 2014, la MGM va adquirir un interès del 55 % en One Three Media i Lightworkers Media, ambdós operats per en Mark Burnett i la Roma Downey i en part propietat de Hearst Entertainment. Les dues companyies es van consolidar en una nova companyia de televisió, United Artists Media Group (UAMG), un renaixement de la marca UA. Burnett es va convertir en CEO de UAMG i Downey es va convertir en presidenta de Lightworkers Media, la divisió familiar i religiosa de UAMG. UAMG es va convertir en l'estudi de distribució de la programació de Mark Burnett Productions, com Survivor. UAMG havia de formar un canal basat en la fe massa alta.
El 14 de desembre de 2015, la MGM va anunciar que havia adquirit la participació del 45 % restant de la UAMG que encara no posseïa i va ajuntar la UAMG a la televisió de la MGM. Hearst, na Downey i en Burnett van rebre accions de la MGM valorades col·lectivament en 233 milions de dòlars. A més, en Burnett va ser ascendit a CEO de MGM Television, reemplaçant a la Roma Khanna. El servei planificat de la fe es va convertir en una entitat separada, propietat de la MGM, en Burnett, na Downey i Hearst.

###### Estudis Digitals d'Artistes Units
L'agost del 2018, la MGM va rellançar la marca United Artists com una empresa de producció i distribució digital dirigida a crear imatges de moviment originals, programes de televisió, contingut en forma curta i sèries digitals, així com construir sobre la IP existent de la MGM per a la distribució a través de plataformes digitals. Conegut com a United Artists Digital Studios, els projectes de la companyia inclouen sèries originals de forma mitjana com Stargate Origins, sèries digitals interactives com #WarGames, i sèries de guió com The Baxters.
L'empresa de distribució de la MGM i l'Annapurna Pictures' Mirror va ser reanomenada com United Artists Releasing el 5 de febrer de 2019, cent anys després de la fundació de United Artists.

## Pel·lícules de United Artists
Algunes de les pel·lícules destacades de la productora i distribuïdora són:

###### 1910
- Lliris trencats (Broken Blossoms) (1919)
- His majesty, the American (1919)
- When the Clouds Roll by (1919)

###### 1920
- Robin Hood (1922)
- A Woman of Paris (1923)
- America (1924)
- El maquinista de la General (The General) (1926)
- Sparrows (1926)
- Queen Kelly (1929)

###### 1930
- City Lights (1931)
- Scareface (1932)
- El pa nostre de cada dia (Our Daily Bread) (1934)
- El petit lord (Little Lord Fauntleroy) (1936)
- Modern Times (1936)
- La reina de Nova York (Nothing Sacred) (1937)
- Ha nascut una estrella (A Star is Born) (1937)

###### 1940
- The Great Dictator (1940)
- Amb la seva mateixa arma (Slightly Honorable) (1940)
- Rebecca (1940)
- Simfonia de la vida (Our town) (1940)
- L'arca d'or (Pot o' Gold) (1941)
- L'estrella del Varietats (Lady of Burlesque) (1943)
- Dies perduts (The lost weekend) (1945)
- Sang sobre el sol (Blood on the sun) (1945)
- El capità Kidd (Captain Kidd) (1945)
- Duel al sol (Duel in the sun) (1946)
- La casa vermella (The xarxa house) (1947)
- Les mines del rei Roger (Africa Screams) (1949)

###### 1950
- ''D.O.A'' (1950)
- Les Mines del Rei Salomó (King Solomon's mines) (1950)
- Escrit en el vent (1956)
- Dotze homes sense pietat (12 Angry Men) (1957)
- Camins de glòria (Paths of Glory) (1957)
- El diari d'Anne Frank (The diary of Anne Frank) (1959)

###### 1960
- Els judicis de Nuremberg (Judgement at Nuremberg) (1961)
- West Side Story (1961)
- 007 Contra el Dr. No (Dr. No) (1962)
- Per un grapat de dòlars (Per un pugno di dolari) (1964)
- Des de Rússia amb amor (From Russia With Love) (1963)
- Goldfinger (1964)
- Operació Tro (Thunderball) (1965)
- Només es viu dues vegades (You Only Live Twice) (1967)
- 007 al servei secret de Sa Majestat (On Her Majesty's Secret Service) (1969)
- Hello Dolly (Hello, Dolly!) (1969)

###### 1970
- La vida privada de Sherlock Holmes (The Private Life of Sherlock Holmes) (1970)
- Diamants per a l'eternitat (Diamonds Are Forever) (1971)
- La selva blanca (The Call of the Wild) (1972)
- Viu i deixa morir (Live And Let Die) (1973)
- El llarg adéu (the long goodbye) (1973)
- L'home de la pistola d'or (The Man With The Golden Gun) (1974)
- Inserts (Inserts) (1976)
- L'espia que em va estimar (The Spy Who Loved Me) (1977)
- Alien, el vuitè passatger (Aliïn) (1979)
- Moonraker (Moonraker) (1979)

###### 1980
- Només per als teus ulls (For Your Eyes Only) (1981)
- Octopussy (1983)
- Panorama per matar (A View To A Kill) (1985)
- 007: Alta tensió (The Living Daylights) (1987)
- Llicència per matar (Licence To Kill) (1989)

###### 1990
- Ella mai s'hi nega (Man Trouble) (1992)
- Sis graus de separació (Six degrees of separation) (1993)
- Goldeneye (Goldeneye) (1995)

###### 2000
- Coses que diries només de mirar-la (Things you can tell just by looking at her) (2000)
- Casino Royale (2006)
- Lleons per xais (Lions for Lambs) (2007) (coproducció amb la MGM)
- Valquíria (Valkyrie) (2008) (coproducció amb la MGM)

###### 2010
- Skyfall (2012) (titular dels drets d'autor)
- The Hustle (2019) (Distribució als EUA)
- Booksmart (2019) (Distribució als EUA)

###### 2020
- Gretel and Hansel (2020) (Distribució)
- House of Gucci (2021) (Distribució als EUA)
- No time to die (2021) (Distribució als EUA)
- Bones and All (2022 (Distribució als EUA)

## Filmografia
La major part de la filmografia de UA posterior a 1952 ara és propietat de la MGM, mentre que les pel·lícules anteriors a 1952 (amb poques excepcions) es van vendre a altres companyies com National Telefilm Associates (ara una part de les participacions de Melange Pictures propietat de Paramount Global, amb Paramount Pictures gestionant la seva distribució) o són de domini públic. No obstant això, al llarg de la història de l'estudi, UA va actuar més com a distribuïdor que com a estudi de cinema, acreditant els drets d'autor de la productora responsable.